# Stefan Jonsson (gitarrist)
Stefan Jonsson, född 11 mars 1967, är en svensk gitarrist och låtskrivare i death metal-bandet Gormathon. 
Han har även varit medlem i Overload och tidiga Morgana Lefay (då bandet hette Damage).

## Diskografi (urval)
Med Overload
- Difference Of Opinion (1993)
- National Confusion (1994) (samlingsalbum)
- Back on Track (2006) (EP)
- The Dark Side of Ambition (2007)
- The Procession of Tartaros (2008)

Med Gormathon
- "Skyrider" (2010) (singel)
- Lens of Guardian (2010)
- "Land of the Lost" (2012) (singel)
- Celestial Warrior (2012) (EP)
- Following the Beast (2014)